# Jakost (fizika)
Jákost (redko intenzivnost) je v fiziki skalarna količina in predstavlja prenešeno moč (energijski tok) na enoto površine skozi zamišljeno ploskev pravokotno na smer gibanja v danem času:
{\displaystyle j(t)=\int {\frac {\mathrm {d} P}{\mathrm {d} S}}\mathrm {d} t\!\,.}
Mednarodni sistem enot predpisuje enoto za jakost watt na kvadratni meter (W/m2). Največkrat se uporablja v zvezi z valovanjem (na primer pri zvoku ali svetlobi), kjer se uporablja prenos povprečne moči v danem času. Jakost se lahko uporablja tudi v drugih primerih kjer se prenaša energija. Lahko se na primer izračuna jakost kinetične energije, ki jo prenašajo kapljice vode iz vrtne škropilnice. Jakost se po navadi označuje z malo črko j, v tujih virih pa z veliko črko I.
Beseda »jakost« opisana tukaj ni sopomenka za amplitudo, magnitudo ali nivo.
Jakost se lahko določi z gostoto energije {\displaystyle w\,} (energijo na enoto prostornine) v točki prostora pomnoženi s hitrostjo {\displaystyle v\,} s katero se giblje energija:
{\displaystyle j=wv\!\,.}
Dobljeni vektor ima enoto moči deljeno s površino. Običajno je jakost določena kot gostota energijskega toka nekega valovanja, na primer jakost zvoka.